# 나탈리야 포돌스카야
나탈리야 유리예브나 포돌스카야(러시아어: Наталья Ю́рьевна Подольская, 벨라루스어: Натальля Юр'еўна Падольская 나탈랴 유리예우나 파돌스카야, 1982년 5월 20일 ~ )는 벨라루스 출신 러시아의 가수이다. 유로비전 송 콘테스트 2005에서 러시아 대표로 참가했다.